# Chuyến bay 612 của Pulkovo Aviation Enterprise
Chuyến bay 612 của Pulkovo Aviation Enterprise là một chuyến máy bay bị rơi gần biên giới Nga hơn phía đông Ukraina vào ngày 22 tháng 8 năm 2006, trong khi trên đường từ sân bay Vityazevo (Anapa) đến sân bay Pulkovo (Saint Petersburg). 
Ngày 22/08/2006, chiếc Tupolev TU-154M của hãng hàng không Pulkovo Aviation Enterprise mang số hiệu RA-85185 rơi tại Donetsk, Ukraine làm 171/171 hành khách thiệt mạng. Đây là tai nạn máy bay loại Tu-154 có số người tử vong cao thứ ba sau các tai nạn của chuyến bay 3352 của Aeroflot và chuyến bay 7425 của Aeroflot. 
Chuyến bay 612 là một chiếc Tupolev Tu-154M chế tạo tại Nga (số đăng ký: RA-85.185), số chuyến bay 612, được điều hành bởi hãng hàng không Pulkovo Aviation Enterprise.
Chiếc máy bay đã không tiếp nhiên liệu ở Anapa và đã khởi hành đúng giờ. "chuyến bay của Pulkovo Airlines đã khởi hành từ Anapa như dự kiến. Tất cả các công tác bảo dưỡng máy bay cần thiết được thực hiện như yêu cầu trước khi máy bay khởi hành", ông Oleg Tolstyh, Tổng Giám đốc của sân bay Vityazevo cho biết. Hồ sơ hãng hàng không cho thấy chiếc máy bay được sản xuất vào năm 1992, đã trải qua khoảng 24.215 giờ bay. Máy bay đã nằm trong đội tàu bay của Sichuan Airlines cho đến khi Pulkovo Aviation Enterprise mua lại nó vào năm 2001. Phi công của máy bay đã có hơn 12.000 giờ bay, trong đó có 6.000 giờ lái Tu-154.

## Máy bay
Chuyến bay 612 của Pulkovo Aviation Enterprise được phục vụ bởi một máy bay chở khách Tupolev Tu-154M của Nga (số đăng ký: RA-85185). Máy bay không tiếp nhiên liệu ở Anapa và khởi hành đúng giờ. "Chuyến bay của Pulkovo Airlines khởi hành từ Anapa theo đúng lịch trình. Mọi hoạt động bảo dưỡng cần thiết đều được thực hiện theo yêu cầu trước khi khởi hành", Oleg Tolstyh, Tổng giám đốc Sân bay Vityazevo của Anapa cho biết. Máy bay được sản xuất vào năm 1992 và đã hoạt động trong khoảng 25.000 giờ bay. Lần đầu tiên nó bay ở Trung Quốc cho đến khi Pulkovo Aviation Enterprise mua lại vào năm 2001.
Cơ trưởng của máy bay, Ivan Ivanovich Korogodin, 49 tuổi (được gọi là "Vanya" trên bản ghi CVR), có 12.312 giờ kinh nghiệm bay, trong đó có 5.956 giờ là phi công lái Tu-154.[4] Cơ phó, Vladimir Vladimirovich Onishchenko, 59 tuổi, có 11.876 giờ bay, bao gồm 2.200 giờ trên Tu-154. Andrei Nikolaevich Khodnevich, 23 tuổi, một phi công tập sự, cũng có mặt trên máy bay và chỉ có 189 giờ bay, trong đó có 88 giờ trên Tu-154. Hoa tiêu, Igor Yurievich Levchenko, 36 tuổi, có 7.848 giờ, trong đó có 5.596 giờ trên Tu-154. Kỹ sư chuyến bay, Viktor Petrovich Makarov, 51 tuổi, có 9.064 giờ bay, bao gồm 6.701 giờ trên Tu-154.

## Tai nạn
Vào thứ Ba, ngày 22 tháng 8 năm 2006, lúc 15:04 (giờ Moscow), một máy bay chở khách Tu-154 của hãng hàng không Pulkovo Airlines có trụ sở tại Saint Petersburg đã cất cánh từ Sân bay Anapa ở Nga đến Sân bay Pulkovo ở Saint Petersburg.
Nửa giờ sau, có giông bão ở khu vực lân cận chuyến bay và máy bay đi vào khu vực nhiễu động nghiêm trọng. Do đó, lúc 15:33, phi hành đoàn đã yêu cầu và được phép tăng độ cao lên 39.000 feet (12.000 m). Ngay trước 15:35, họ báo cáo với ATC rằng đã đạt đến FL 390.
Vào lúc 15:35:02, phi hành đoàn đã ngắt chế độ lái tự động. Gần như ngay lập tức, cảnh báo mất lực nâng vang lên và sau đó góc tấn của chuyến bay tăng lên 46 độ trong khi tốc độ không khí phía trước giảm xuống 0. Chuyến bay đã gửi tín hiệu SOS và biến mất khỏi liên lạc radar. Nó đã rơi vào tình trạng mất lực nâng nghiêm trọng mà phi hành đoàn không thể phục hồi.[3] Hai trong ba động cơ bốc cháy, và phi hành đoàn đã liên lạc với ATC trong khi máy bay bị chết máy, báo cáo đang hạ độ cao. Bên trong buồng lái, khi thời gian trôi qua, căng thẳng tăng lên, và cuối cùng phi hành đoàn rất đau khổ vì tình hình, đặc biệt là vào khoảnh khắc cuối cùng trước khi máy bay rơi. Vào lúc 15:38:29, chuyến bay đã rơi cách Donetsk 45 km (28 dặm; 24 hải lý) về phía tây bắc,[3] gần làng Sukha Balka,[2] khiến toàn bộ 170 người trên máy bay thiệt mạng.
"Ở độ cao 37.000 feet (11.000 m), máy bay đã gửi ba tín hiệu SOS, giảm độ cao đột ngột và gửi một tín hiệu SOS khác ở độ cao 9.800 feet (3.000 m)", Anatoli Samoshin, Phó giám đốc điều hành bay tại Pulkovo Aviation Enterprise cho biết. Không có thông tin liên lạc nào khác. Vụ tai nạn đã được một người nông dân địa phương và một cặp đôi trẻ tìm nơi trú mưa chứng kiến. Họ nói với các phóng viên rằng họ nhìn thấy máy bay rơi khỏi bầu trời và nó bốc cháy khi chạm đất. Họ có thể nhìn thấy những người ngồi trên một số ghế bị văng ra khỏi máy bay khi va chạm, nhưng không ai có dấu hiệu của sự sống.
Video bên ngoài:
https://www.youtube.com/watch?v=S3fVkqk9MLw
Một thiếu niên người Ukraine đã quay được video về vụ tai nạn bằng điện thoại di động. Video về vụ tai nạn đã được tải lên YouTube với tiêu đề "Tai nạn Tu-154" một ngày sau vụ tai nạn. 

## Điều tra vụ Tai nạn
Khoảng 260 nhân viên cứu hộ đã đến hiện trường, nơi đã bị chính quyền phong tỏa. Khu vực đổ nát và thi thể dài khoảng 400 mét (1.300 feet). Vào thứ Tư, nhân viên dịch vụ khẩn cấp của Ukraine đã kết thúc cuộc tìm kiếm thi thể, xác nhận rằng tất cả 170 người trên máy bay đã thiệt mạng.Do lực va chạm lớn và hỏa hoạn sau tai nạn, lực lượng cứu hộ tin rằng sẽ rất khó để xác định danh tính của phần lớn các nạn nhân tại hiện trường. Máy bay lao xuống một khu vực đầm lầy và vỡ tan khi va chạm. Việc tìm kiếm hộp đen, bị gián đoạn vào ban đêm, đã kết thúc vào sáng hôm sau, khi cả hai máy ghi âm đều được tìm thấy và sau đó được chuyển đến Moscow để phân tích.
Ủy ban Hàng không Liên bang (IAC hoặc tiếng Nga: MAK), sau khi giải mã ban đầu dữ liệu máy ghi âm chuyến bay, đã ban hành các khuyến nghị về an toàn bay, khuyên nên tránh đi vào vùng có giông bão, tuân thủ mọi giới hạn độ cao tối đa dựa trên tải trọng máy bay và nhiệt độ không khí bên ngoài và cải thiện việc đào tạo phi công khi làm việc trong những tình huống này.
Báo cáo cuối cùng của IAC kết luận:
Nguyên nhân gây ra vụ tai nạn là do máy bay đang bay ở chế độ bay thủ công với góc tấn quá lớn gây ra tình trạng mất lực nâng sau đó chuyển sang chế độ quay tròn và va chạm với mặt đất ở tốc độ thẳng đứng cao. Sổ tay hướng dẫn bay và các chương trình đào tạo phi hành đoàn không cung cấp hướng dẫn về kiểm soát độ cao thủ công và điều chỉnh độ cao trong khi bay ở độ cao lớn. Việc thiếu các thiết bị mô phỏng phù hợp đã góp phần khiến phi hành đoàn không có khả năng. Trong khi tránh các khu vực có giông bão và nhiễu động, phi hành đoàn đã để máy bay đi vào dao động độ cao vượt quá phạm vi hoạt động của góc tấn. Việc không kiểm soát được tốc độ và không tuân theo Sổ tay bay để ngăn ngừa và phục hồi sau tình trạng chết máy cùng với việc quản lý nguồn lực phi hành đoàn kém đã khiến tình hình leo thang thành thảm họa.

## Nạn nhân
- Có 160 hành khách và 10 thành viên phi hành đoàn trên máy bay. Trong số hành khách, 115 người lớn và 45 trẻ em dưới 12 tuổi. Trong số những người lớn, tám người trên 60 tuổi (bao gồm một phụ nữ 92 tuổi bay cùng cháu trai, vợ và hai chắt). Các báo cáo trước đó của phương tiện truyền thông và hãng hàng không cho biết có 159 hành khách trên chuyến bay, 39 trẻ em dưới 12 tuổi và sáu trẻ sơ sinh dưới hai tuổi. Một số nguồn tin khác đưa tin rằng máy bay chở 171 người.Các nhà chức trách không thể giải thích sự khác biệt rõ ràng này với các con số và yêu cầu công chúng chờ đợi phân tích của chuyên gia hoàn tất.

Bộ Tình trạng Khẩn cấp Nga đã công bố danh sách hành khách đi trên Chuyến bay 612. Trong số 159 người, 20 người đi đến Norilsk qua Saint Petersburg và ba người đến Murmansk. Hầu hết hành khách là các gia đình đi du lịch trở về sau kỳ nghỉ cùng trẻ em.
Năm hành khách có nhiều quốc tịch ngoài quốc tịch Nga (một người từ Hà Lan, hai người từ Đức, một người từ Pháp và một người từ Phần Lan).

Ukraine đã tổ chức ngày quốc tang cho những người thiệt mạng trong vụ tai nạn vào thứ Tư, ngày 23 tháng 8 và chuyển lễ kỷ niệm Ngày Độc lập lần thứ 15 từ ngày 24 tháng 8 sang ngày 26 tháng 8.Nga đã tổ chức ngày quốc tang vào thứ Năm, ngày 24 tháng 8 năm 2006.